# Det vackra livet (musikalbum)
Det vackra livet är Det vackra livets självbetitlade debutalbum, utgivet 10 juni 2011 på Labrador. Skivan föregicks av singeln Viljan, som släpptes digitalt.

## Tillkomst och produktion
Det vackra livet tillkom när Philip och Henrik Ekström arbetade med det tredje albumet till deras andra band The Mary Onettes. De båda upplevde inspelningsprocessen av den sistnämnda skivan som tung och kände att de behövde en "urladdning". Resultatet blev Det vackra livet.
Till skillnad från The Mary Onettes texter är Det vackra livets texter skrivna på svenska. Textförfattaren Philip Ekström blev inspirerad att börja skriva på svenska när han kom i kontakt med poeten Claes Anderssons dikter. Ekström fascinerades över Anderssons förmåga "att beskriva vardagen i ett nedtonat, avskalat diktformat".
Som ett resultat av den nyvunna inspirationen skrev Ekström flera låtar och spelade in demoversioner av dessa. Han lät dem emellertid ligga i en byrålåda i lägenheten och hade heller inga planer på att uppväcka dem därur. Han ändrade sig dock när Henrik Ekström fick höra låtarna och påtalade hur bra han ansåg att dessa var. Han föreslog därför att de båda skulle gå vidare med materialet och spela in en skiva.
Inspelningen av skivan gick mycket fort och spelades dessutom in med enkla medel, till stor del i Philip Ekströms lägenhet. Skivan mixades av Mattias Nyberg och mastrades av Hans Olsson. För formgivning stod Hanna af Ekström. Fotograf var Henrik Mårtensson.

## Låtlista
Alla låtar är skrivna av Philip Ekström.
1. "Kristallen" - 4:20
2. "Askan" - 3:08
3. "Juni berättar" - 3:35
4. "Barn av en istid" - 4:26
5. "Genom sprickorna" - 3:47
6. "Viljan" - 3:51
7. "Skammen" - 3:03
8. "Vi ägde världen" - 4:06
9. "Prärie av ljus" - 3:52
10. "Det vackra kriget" - 4:25

## Personal
- Johan Angergård - A&r
- Hanna af Ekström - design
- Henrik Ekström - medverkande musiker, inspelning, producent
- Philip Ekström - medverkande musiker, inspelning, producent
- Lina Molander - stråkar på "Askan"
- Henrik Mårtensson - fotografi
- Mattias Nyberg - mixning
- Hans Olsson - mastering

## Mottagande

### Sverige
Det vackra livet snittar på 3,5/5 på Kritiker.se, baserat på tjugo recensioner. Aftonbladet gav betyget 3/5 och kallade bandet för "Jönköpings eget Joy Division".
Tidningen Allehanda gav betyget 3/5 och skrev: "...det är texterna som är Det vackra livets största förtjänst. Med rader som "fantasier och lögner, brev som ingen skrev, där hittar jag dig längst bak i en framtid", tar Det vackra livet en framskjuten plats bland den textdriva, svenska synthpopen. Med ett något bättre låtmaterial kan Det vackra livet komma att nå ännu högre höjder i framtiden."
Även Arbetarbladet gav skivan 3/5 i betyg. Recensenten skrev: "I sina värsta stunder är DVL tråkig prettopop för självömkande personer som gillar att låsa in sig på sina sovrum och blåstirra på en affisch med Ian Curtis. Men lika ofta slår Philip Ekströms textlyrik an en universal känslosträng med singeln ”Viljan” som det starkaste exemplet."
Barometern Oskarshamns-Tidningens recensent Dennis Andersson lovordade skivan och gav den betyget 4/5. I sin recension skrev han: "...det är spännande, halvabstrakta texter som griper tag och tvingar dig som lyssnar att hålla koncentrationen.".
Desto mer negativ var Correns recensent Jenny Cahier. Hon skrev: "De två bröderna Philip och Henrik Ekström som till vardags spelar i göteborgskvartetten The Mary Onettes har plitat ned tio dikter på svenska och tonsatt dem med högst medelmåttiga melodier." Skivan fick betyget 3/5.
Dagens Nyheters kritiker Niklas Wahllöf gillade skivan och skrev: "Och visst låter det nästan smärtsamt mycket engelskt åttiotal, med typiskt svävande syntar och jangliga gitarrer. Men de svenska texterna, mer poetiska och mindre pajigt plakataktiga, gör att Philips sång kommer närmare än i det ordinarie bandet. Det blir mer eftertänksamt, ännu lite luftigare, skörare och ledsnare. Och ganska mycket finare." Han gav Det vackra livet betyget 4/5.
Tidningen Sonic gav betyget 7/10. Recensenten Jenny Sörby "Bröderna Ekström bygger i ganska stor utsträckning vidare på samma sound som kännetecknar The Mary Onettes, men i en nedtonad och mer avskalad form. Philip Ekström vet att använda ett språk byggt på ensamhet och kärvhet..."
Bland övriga recensioner finns Gaffa (6/6), Gefle Dagblad (6/6), Göteborgs-Posten (3/5), Helsingborgs Dagblad (3/5), Joyzine (2/5), Kristianstadsbladet (2/5), Kulturbloggen (4/5), Norrbottens-kuriren (4/5), NWT (3/5), Nöjesguiden (3/5), Sydsvenskan (3/5), Tram7 (2/5) och Västerbottens Folkblad (4/5).

### Internationellt
Allmusic var övervägande positiv i sin recension. Recensenten Tim Sendra skrev "Det Vackra Livet is a happy surprise for anyone who really wanted to like the Mary Onettes unreservedly but couldn’t quite get there. The brothers Ekström got it right this time, and the band truly earns their spot on the Labrador roster."

## Listplaceringar
| Lista (2011) | Topplacering |
| ------------ | ------------ |
| Sverige      | 53           |

## Priser och utmärkelser
Philip Ekström tilldelades Manifestgalans pris 2012 i kategorin Årets textförfattare för Det vackra livet. Juryns motivering löd "I de suggestiva textskärvorna skymtar vi något lika enkelt som storslaget. Ibland sorgset, ibland hoppfullt, men alltid nära hjärtat." Priset delades ut den 3 februari 2012 på Nalen i Stockholm.

### Fotnoter
1. 1 2 3  ”Det vackra livet”. Discogs.com. http://www.discogs.com/Det-Vackra-Livet-Det-Vackra-Livet/release/2960560. Läst 21 februari 2012.
2. ↑  ”Det vackra livet”. Labrador Records. Arkiverad från originalet den 16 september 2011. https://web.archive.org/web/20110916094059/http://www.labrador.se/releases/detvackralivet.php3. Läst 21 februari 2012.
3. ↑  ”Intervju med Det vackra livet”. Kulturbloggen. http://kulturbloggen.com/?p=34972. Läst 21 februari 2012.
4. 1 2 3  Malmstedt, Kalle (6 maj 2011). ”Syntbröderna valde svenskan – och då föddes Det vackra livet”. Gefle Dagblad. Arkiverad från originalet den 8 maj 2011. https://web.archive.org/web/20110508074409/http://gd.se/noje/musik/1.3135856-syntbroderna-valde-svenskan-och-da-foddes-det-vackra-livet. Läst 21 februari 2012.
5. 1 2  ”Det vackra livet”. Kritiker.se. https://kritiker.se/skivor/det-vackra-livet/det-vackra-livet/. Läst 21 februari 2012.
6. ↑  ”Det vackra livet: Jönköpings eget Joy Division”. Aftonbladet. http://www.aftonbladet.se/nojesbladet/musik/article12988901.ab?teaser=true. Läst 21 februari 2012.
7. ↑  Melinder, Marcus (5 maj 2011). ”Drar sig inte för att vara svåra”. Allehanda. Arkiverad från originalet den 18 augusti 2019. https://web.archive.org/web/20190818230236/https://www.allehanda.se/artikel/drar-sig-inte-for-att-vara-svara. Läst 21 februari 2012.
8. ↑  ”Det vackra livet”. Arbetarbladet. 10 maj 2011. Arkiverad från originalet den 17 juli 2011. https://web.archive.org/web/20110717015310/http://arbetarbladet.se/noje/recensioner/paskiva/1.3150285-det-vackra-livet. Läst 21 februari 2012.
9. ↑  Andersson, Dennis (6 maj 2011). ”Det vackra livet”. Barometern Oskarshamns-Tidningen. http://www.barometern.se/noje_o_kultur/recensioner/skivor/det-vackra-livet%282756377%29.gm. Läst 21 februari 2012.
10. ↑  Cahier, Jenny (4 maj 2011). ”Pretentiös debut”. Corren. Arkiverad från originalet den 30 maj 2020. https://web.archive.org/web/20200530235427/https://corren.se/kultur-noje/musik/pretentios-debut-5628286.aspx. Läst 21 februari 2012.
11. ↑  Wahllöf, Niklas (4 maj 2011). ”Det vackra livet”. Dagens Nyheter. http://www.dn.se/kultur-noje/skivrecensioner/det-vackra-livet-det-vackra-livet. Läst 21 februari 2012.
12. ↑  Sörby, Jenny (2 maj 2011). ”Det vackra livet”. Sonic. http://www.sonicmagazine.com/index.php?option=com_content&task=view&Itemid=85&id=3905. Läst 21 februari 2012.
13. ↑  Sendra, Tim. ”Det vackra livet”. Allmusic.com. http://www.allmusic.com/album/det-vackra-livet-r2159161/review. Läst 21 februari 2012.
14. ↑  Placeringar på den svenska albumlistan
15. ↑  ”Manifestgalan 2012”. Manifestgalan. http://manifestgalan.se/manifestgalan-2012/vinnarna-manifest-2012/. Läst 21 februari 2012.